# Ingrid Busboom
Ingrid Busboom (* 29. März 1931 in Bremen) ist eine deutsche Politikerin (SPD) aus Bremen. Sie war Mitglied der Bremischen Bürgerschaft.

## Biografie

### Ausbildung und Beruf
Busboom war als Sachbearbeiterin in Bremen tätig.

### Politik
Busboom ist Mitglied der SPD in Bremen in dem SPD-Ortsverein in Obervieland.
Sie war von 1983 bis 1995 für die SPD Mitglied der Bremischen Bürgerschaft und in verschiedenen Deputationen und Ausschüssen der Bürgerschaft tätig.